# Plásmido R
Un plásmido R es un plásmido de resistencia que contienen las bacterias. Confiere resistencia frente a antibióticos y tóxicos.
Un plásmido R puede llegar a tener hasta 10 genes que confieren resistencia y pueden transferirse por conjugación a otra bacteria de la misma especie, de diferentes especies e incluso a virus. Algunas bacterias han sido encontrados en simbiosis con plantas (que son organismos eucariotas) o parasitándolas, y se observó que les inyectan su genoma o algún plásmido.
También han sido utilizado el plásmido R en ingeniería genética para crear plantas resistentes a algunos tóxicos o a enfermedades, y para hacer que produzcan sustancias para que no las ataquen los insectos.